# Dalla finestra
Dalla finestra è il decimo album in studio di Pierangelo Bertoli pubblicato nel 1984.

## Tracce
Testi di Pierangelo Bertoli.
1. Dalla finestra – 4:33 (musica: Alessandro Bigarelli)
2. Cose del passato – 3:25 (musica: Gabriele Monti)
3. Maddalena – 5:07 (musica: Marco Dieci)
4. Varsavia – 5:06 (musica: Giuseppe Brandolini)
5. Nel 2000 – 4:26 (musica: Giuseppe Brandolini)
6. L'orizzonte – 4:00 (musica: Glauco Borrelli)
7. La nostra canzone d'amore – 3:36 (musica: Pierangelo Bertoli, Gabriele Monti)
8. Passeggiata sudamericana – 3:14 (musica: Tiziano Oriolo, Enzo Vallicelli)
9. Una fotografia – 3:09 (musica: Gabriele Monti)
10. Il treno – 4:08 (musica: Fabrizio Urzino)
11. Credi in te – 4:37 (musica: Fabrizio Urzino)

## I brani

### Dalla finestra
Bertoli affronta il suo stato di crisi, 

### Maddalena
Bertoli affronta un tema molto profondo con tanta sensibilità: la transessualità.   Maddalena in realtà è un uomo che si chiamava Gigi che aveva questa necessità di cambiare sesso e Bertoli con tanto amore gli ha dedicato questa bellissima poesia

### Varsavia
“È una notte a Varsavia piove forte” 
Un brano scritto insieme a Giuseppe Brandolini 
Racconta del popolo che è costretto a subire ogni forma di potere, partendo dall'omicidio di un giovane ragazzo di vent’anni, figlio di un'oppositrice del regime
“Hanno ucciso un ragazzo di vent’anni, l’hanno ucciso per rabbia o per paura”

## Formazione
- Pierangelo Bertoli – voce
- Claudio Bazzari – chitarra acustica, chitarra elettrica
- Marco Dieci – pianoforte, cori, tastiera, Fender Rhodes, chitarra acustica
- Glauco Borrelli – basso, cori
- Enzo Vallicelli – batteria, percussioni
- Gabriele Monti – chitarra acustica, chitarra elettrica
- Arturo Zitelli – charango, cori
- Gianni Daldello, Gianfranco Monaldi, Gianfranco Longo – cori